# Hanno Rhomberg

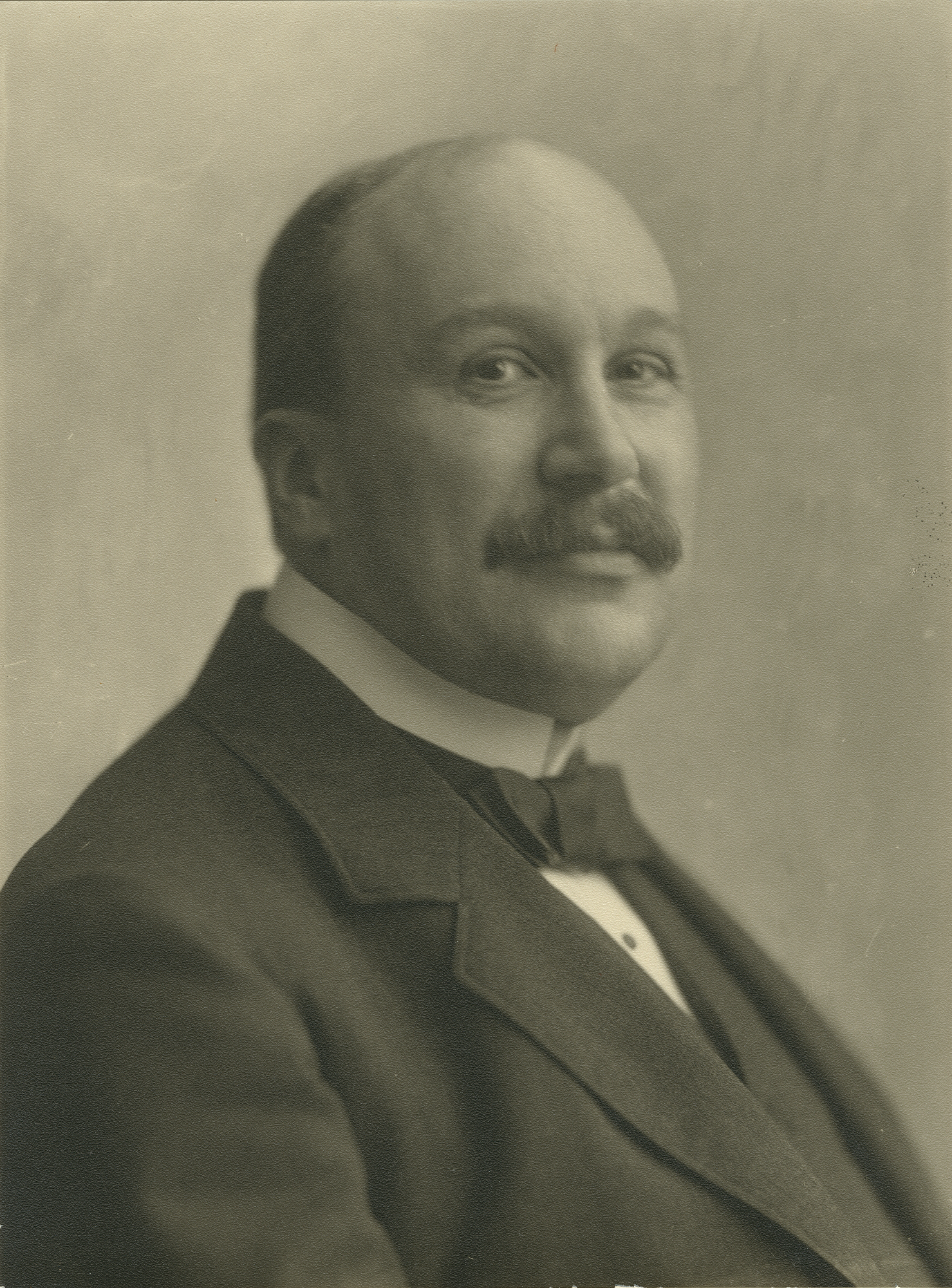
Hanno Rhomberg, Aufnahme von Theodor Hilsdorf

Hanno Rhomberg (* 27. Februar 1819 in München; †  17. Mai 1864 in Walchsee bei Kufstein) war ein deutscher Genremaler. Er war Sohn von Professor Joseph Anton Rhomberg.

## Leben

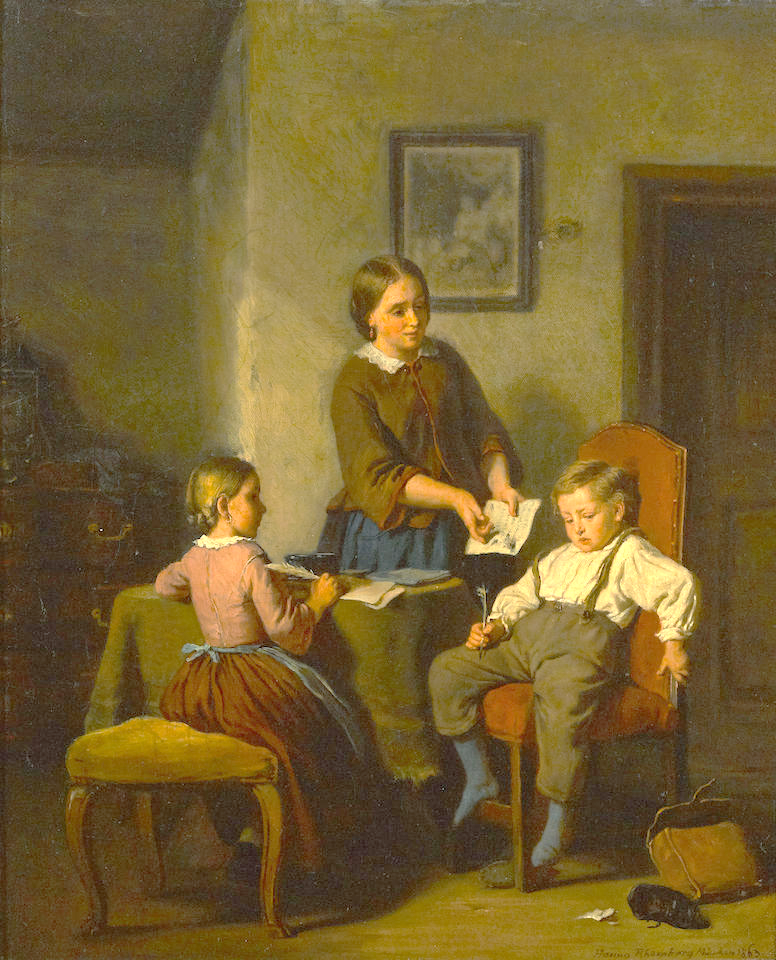
Der unartige Schüler

Nach dem Besuch der Lateinschule und des Gymnasiums und dem ersten Malunterricht bei seinem Vater studierte Hanno Rhomberg ab dem 1. April 1834 an der Königlichen Akademie der Künste in München bei Julius Schnorr von Carolsfeld und in der Malschule von Joseph Bernhardt.
Unter dem Einfluss von Karl von Enhuber widmete er sich der Genremalerei. Er wurde auch von seinen Freunden, den Malern  Ferdinand Wagner und Feodor Dietz, beeinflusst.
Seine Werke erschienen als Holzschnitte oder Lithografien in den illustrierten Zeitschriften, z. B. in der „Illustrierten Welt“ (1873, S. 541) und „Über Land und Meer“ (1873, S. 641);
Viele seiner Werke wurden von der Münchener Galerie Wimmer in die Vereinigten Staaten verkauft. Er starb im Alter von 45 Jahren.